# أحمد بوكماخ
أحمد بوكماخ (مواليد مطلع العشرينات، طنجة - توفي في 20 سبتمبر 1993، باريس) هو معلم وكاتب، يعتبر رائدًا للكتاب المدرسي بالمغرب.

## مسيرته والنقد
ولد الكاتب أحمد بوكماخ في مطلع العشرينيات إبان اشتعال حرب الريف، وذلك وفقًا لأخيه عبد الإله بوكماخ. يتيم الأم عن عمر يناهز ثماني سنوات. نشأ في ظروف صعبة، تعلم بالمدرسة الإسلامية الحرة بطنجة، واشتغل في متجر أبيه كمحطة أولى، وقضى طفولته متنقلا بين بيع المواد الغذائية ومطالعة الكتب والروايات. كان متجر أبيه مقسما إلى جزأين: جزء للسلع وآخر للكتب، وساعده ذلك في أن يمزج بين العمل والقراءة. عندما بلغ بوكماخ الثامنة عشرة من العمر، بدأ نشاطه في حزب “الشورى”، وكان يعقد بمتجر والده أحيانًا اجتماعات سياسية تناقش مواضيع مثل المطالبة بالاستقلال، والانتظام داخل صفوف الحركة الوطني. تسبب ذلك في سجن أبيه لمدة ثلاث سنوات بمدينة الرباط، بعد عثور سلطات الحماية الفرنسية على لافتة معارضة داخل متجره.
بعد سجن أبيه، أصبح بوكماخ مسؤولًا عن الأسرة، وقضى تلك المدة بين تسيير المتجر وبين إعالة إخوته السبعة وزوجة أبيه.
بدأ أحمد بوكماخ بكتابة الأدب المسرحي في الأربعينات من القرن العشرين، وأدى بعض مسرحياته تلاميذ مدرسة عبد الله كنون في عروض احتضنها مسرح سيرفانتيس بطنجة، إذ كان يبث الوعي الوطني في نفوس الأطفال المغاربة لمواجهة تأثيرات المستعمر، كما يوثق ذلك الكاتب المسرحي الزبير بن بوشتى. وترى زهور باقي أن بوكماخ اعتمد في كتاباته المسرحية على ثلاثة عناصر وهي الجمل القصيرة، التركيز والإيجاز، وترى أن تلك العناصر ساعدته في نهج كتابة مبسطة تصل إلى عقل الطفل بطريقة سلسة، مع إيصال قصص ورسائل ذات مغزى.
تفرغ بوكماخ للتأليف المدرسي، بتوجيه من الفقيه والكاتب عبد الله كنون الذي كان قد دعمه كثيرًا في بداية حياته الأدبية، وكان ذلك بعد ان اعتزل العمل السياسي بعد الاستقلال، والذي دفعه للتأليف المدرسي هو غياب مراجع بالعربية، حيث انطلقت الفكرة بمحاولة تأليف كتيب لتدريس تلاميذ قسمه، ليتم تدريسه فيما بعد في المدرسة ثم في طنجة، وليصل الكتيب بعد ذلك إلى باقي أرجاء المغرب. وتطور هذا الكتيب ليصبح سلسلة كتب اقرأ من خمسة أجزاء لخمسة مستويات دراسية.
أصبحت سلسلة “اقرأ”، مرجعًا أساسيًا في التدريس بالمؤسسات التعليمية المغربية، في وقت كانت فيه تستورد المراجع الدراسية من مصر ولبنان. استمرت “اقرأ” تدرس لفترة طويلة ما بعد الاستقلال، حتى تم الاستغناء عنها لصالح مراجع أخرى في الثمانينيات من القرن العشرين. ويرى الناقد أحمد الفتوح، رئيس المنتدى الثقافي بطنجة، أنه «باستثناء الصور الفوتوغرافية التي تزين غلاف الأعداد، وظف أحمد بوكماخ الرسوم كدعامة للنصوص ومكملة لها، أو كمواضيع مستقلة. بوكماخ استفاد من وظائف الصورة في تجميل النص، لتحفيز فضول الطفل وإثارة انتباهه لتحقيق متعة بصرية، وتشجيعه على القراءة، إضافة إلى توظيف الرسوم لذاتها من خلال أسئلة حول موضوع الرسومات وشكلها، ثم كمنطلق للتعبير الشفوي والكتابي، وهنا تكمن الوظيفة التعبيرية واللغوية». وأثنى كل من أيوب واوجا وميلود المعبيش على عنوان السلسلة، وأشار المعبيش إلى استناد بوكماخ إلى «الجانب الفني واللمسات الإبداعية».
على الرغم من ذلك الدور الريادي للسلسلة، يرى البعض أنها «ليست صالحة لكل زمان ومكان، وليست قادرة على صنع رجل يفكر في إيجاد حلول لمتطلبات العصر»، وانتقد فقيه الصحراوي غياب بعض الأمور مثل رقم الإيداع وتاريخ النشر، ورقم الطبعة، وأسماء المتعاونين في إنتاج العمل، واعتبرها «عثرات تقف في وجه البحث العلمي». ورغم التوقف عن استعمال هذه السلسلة وتعويضها بكتب أخرى في منتصف الثمانينيات، ما زالت السلسلة تطبع، ووُزعت على نطاق واسع في طبعة سنة 2011.
صدر لبوكماخ أيضا «القراءة والأعمال الموجهة لأقسام الملاحظة»، وهي مختارات من نصوص عبد المجيد بنجلون، ودراسة لها وتحضير لأعمال موجهة لأحمد بوكماخ؛ ومذيلة بهدية للتلميذ عبارة عن بنك للمصطلحات مع صورها، و«القراءة للجميع» (محو أمية الكبار) الذي أصدره سنة 1983، والغاية من تأليفه «تعليم الكبار واليافعين القراءة والكتابة والتعبير والحساب، بالإضافة إلى توعيتهم بعض الفضائل الإسلامية»، بالإضافة إلى «الرياضيات الحديثة» (1975)، وهو دليل الأستاذ في التخطيط لدروس الرياضيات البسيطة المقررة في التعليم الابتدائي. لديه أيضًا «القاموس المبيّن» أو «المعجم الابتدائي الفصيح»، وهو سِفر لم يتم إصداره بعد، جمع فيه المصطلحات الجديدة التي يحتاجها تلاميذ التعليم الأساسي.

## مؤلفاته
هذه بعض عناوين مسرحياته:
- نور من السماء.[1][4]
- رسالة فاس.[1]
- فريدة بنت الحداد.[1][4]

من أبرز مؤلفاته:
- اقرأ: القسم التحضيري / 1، الكتاب الأول، 1963.[12]
- اقرأ.2، دار الفكر المغربي، طنجة.[13]
- اقرأ.3، دار الفكر المغربي، طنجة.[14]
- اقرأ.4، دار الفكر المغربي، طنجة.[15]
- اقرأ.5، دار الفكر المغربي، طنجة.[16]

لديه مؤلفات أخرى تشمل:
- سلسلة الفصحى بأجزائها الخمسة، والرياضيات.[17]
- القراءة والأعمال الموجهة لأقسام الملاحظة، دار الفكر المغربي، طنجة، 1963.[18]
- القراءة للجميع لمحو الأمية،[19] 1983.[3]

## وفاته
توفي أحمد بوكماخ في 20 سبتمبر 1993 بأحد مستشفيات باريس، ليدفن بمقبرة المجاهدين.

## تكريمه
سُمي مركز ثقافي في مدينة طنجة تكريما لأحمد بوكماخ. وتعزز المركز بمكتبة أحمد بوكماخ، لتمكين زوار المركز من التعرف بصورة أفضل على أعماله. وفي عام 2011، أعلن صالون الطفل التابع للصالون الأدبي المغربي عن تنظيمه لجائزة أدبية تستهدف تلاميذ المدرسة المغربية، بأسلاكها الثلاثة، الابتدائي والإعدادي والثانوي، وتحمل اسم «جائزة أحمد بوكماخ للتلاميذ».

## كُتب عنه
- قم للمعلم... أحمد بوكماخ، لفقيهي الصحراوي، دار النشر المغربية، الدار البيضاء، 2015.[25]
- من أعلام التأليف المدرسي: أحمد بوكماخ مترجما، لرشيد برهون، 2003.[26]
- أحمد بوكماخ مبدع الكتاب المدرسي بالمغرب: أشغال الندوة الوطنية، طنجة، 1 و 2 يونيو 2012، الأكاديمية الجهوية للتربية والتكوين: المنتدى الثقافي لطنجة، 2013.[27]
- أحمد بوكماخ معلم الأجيال، لغسان الكشوري،[28] 2018.[29]
- أحمد بوكماخ مؤلفا ومترجما أو اقرأ وترجم، لرشيد برهون،[30] 2000.[31]